# 고두류

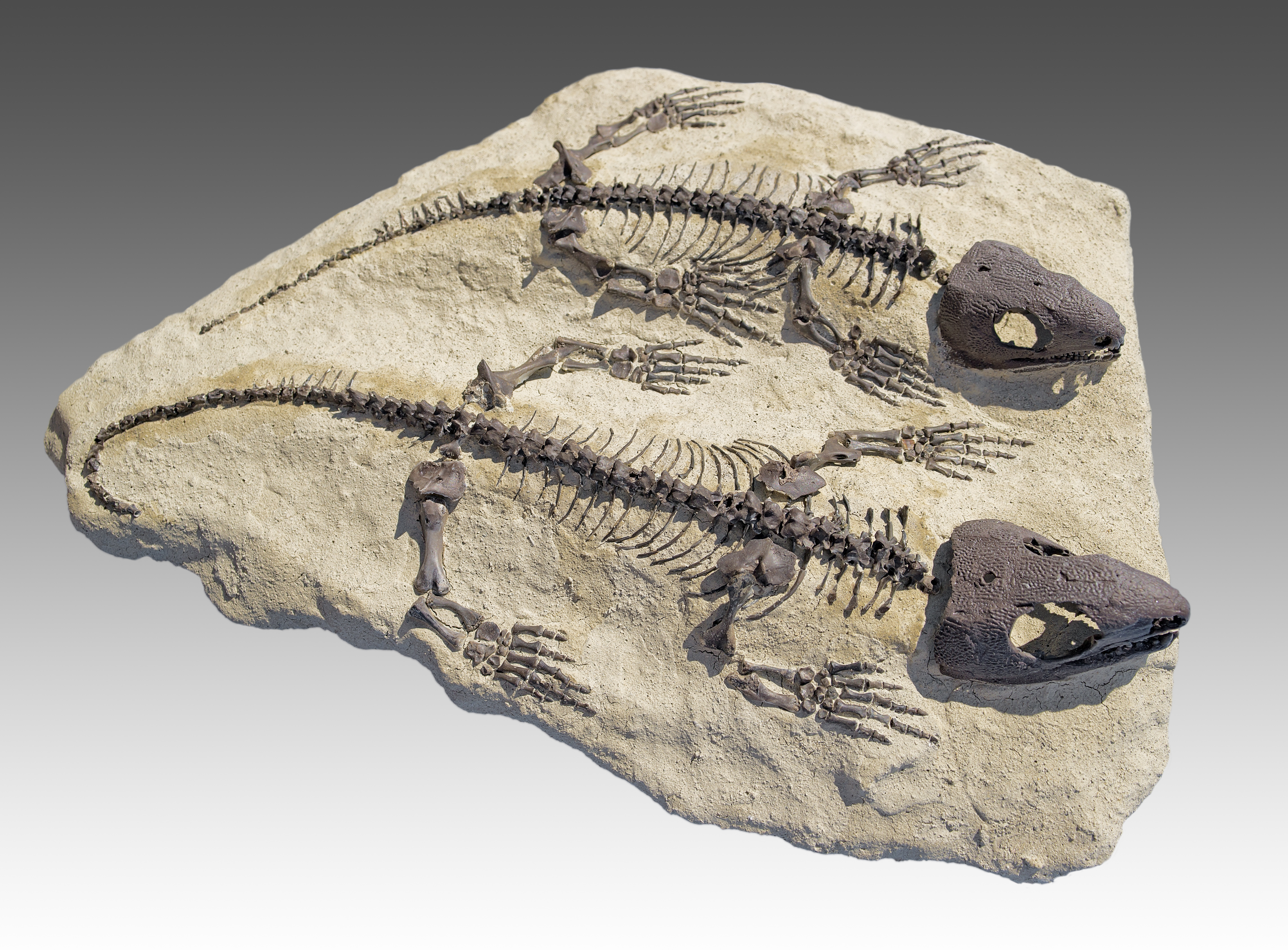

고두류(固頭類, cotylosaurs, Captorhinidae), 배룡류(杯龍類), 코틸로사우루스류(Cotylosaur)는 양서류의 견두류에서 분화된 것이다. 고두류는 거의가 육식성이었으나 개중에는 초식성인 것도 있었다. 육지를 천천히 기어다니면서 생활했고 대형인 것도 나타났으나 중생대 초기에는 멸종되고 말았다.
그러나 이 원시적인 파충류는 가지를 쳐서 오늘날의 거북류로 진화했다. 거북류는 페름기에 나타났는데, 처음에는 육지산과 담수산뿐이었으나, 중생대 말기인 백악기에는 해산의 것도 생겨 오늘에 이르고 있다.
파충류의 조상인 고두류에 가장 가까운 현존종은 뉴질랜드에 서식하는 옛도마뱀인데, 구멍 속에 살면서 곤충 등을 잡아먹는다. 이것은 두골 등이 고두류와 닮았을 뿐만 아니라 원시적인 배안(背眼)을 가지고 있어 살아 있는 화석으로 귀중시되고 있다. 이것은 또 현존하는 도마뱀류보다 훨씬 오래전에 분화한 것이지만 몸의 형태가 다소 평행현상을 나타내고 있어 현재의 도마뱀과 비슷하다.
이 옛도마뱀에 가까운 화석으로 시악류(始鰐類)가 있는데 이것에서 많은 파충류가 분화하여 번성하게 된다.
또, 발생과 분화과정이 분명치 않은 파충류 중에 중생대에 번성한 바다 속의 이크티오사우루스와 플레시오사우루스가 있다. 이크티오사우루스는 어류처럼 등지느러미·가슴지느러미·꼬리지느러미 등이 있으며, 날카로운 이빨이 있는 입을 가지고 있어 오늘날의 돌고래나 상어처럼 주로 어류를 잡아먹고 살았던 것 같다.
그 모습이 거대하여 바다 속에서는 강력한 존재였을 것으로 추측된다. 이것은 알을 낳는 일은 없고 알은 체내에서 부화하여 헤엄쳐 나왔을 것이다.
한편 플레시오사우루스는 뱀과 같은 머리를 가지고 있으며, 몸은 바다거북과 같고 어류를 잡아먹고 살았을 것 같은데 작은 것은 몸길이가 3m 정도지만 큰 것은 15m에 이르는 경우도 있다. 이들 파충류는 트라이아스기(삼첩기)에 이미 출현하여 쥬라기에는 가장 번성하였으나 백악기 말기에는 멸종되고 말았다.
또 백악기의 지층에서 발견된 해산의 파충류에 모노사우루스라는 것이 있는데 이것은 몸길이가 12m나 되며, 짧은 사지와 길고 평평한 꼬리를 가지고 있었다.